# Albert Wolff (sculpteur)
Pour les articles homonymes, voir Albert Wolff et Wolff.
Carl Conrad Albert Wolff, né le 14 novembre 1814 à Neustrelitz et mort le 20 juin 1892 à Berlin, est un sculpteur allemand de l'école de Berlin.

## Biographie

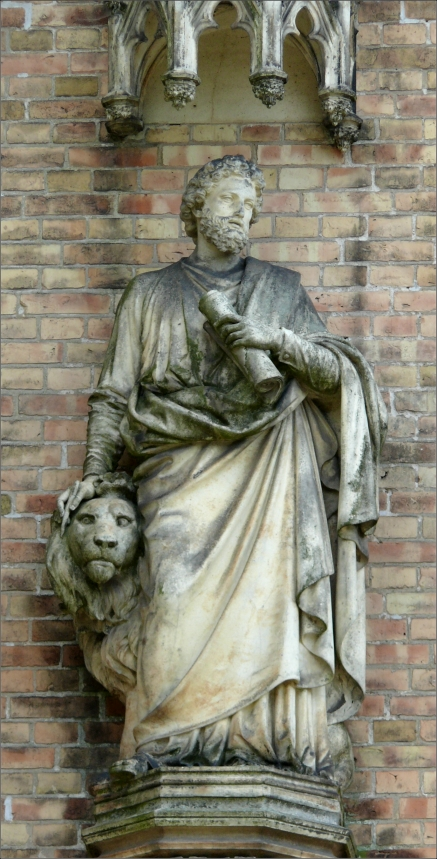
Statue de saint Marc à Neustrelitz.

Albert Wolff naît à Neustrelitz dans la famille du sculpteur et architecte Christian Philipp Wolff (de) (1772-1820). Il s'installe à Berlin en 1831 retrouver son frère aîné. Il étudie à l'atelier d'un ancien ami contemporain de son père, le fameux Christian Daniel Rauch. Celui-ci l'envoie en 1844 à Carrare, afin de choisir les meilleurs marbres pour les statues de la terrasse supérieure du château de Sans-Souci. Wollf demeure deux ans en Italie et retourne à Berlin assister Rauch dans la création de son monument à Frédéric le Grand. Il reçoit aussi des commandes, comme celle de la comtesse Raczynska qui se fait représenter en Hygée; pour une fontaine de Posen; ainsi que la commande d'une Crucifixion de marbre avec la Vierge Marie et saint Jean, pour l'église de Kamenz.
Par la suite, il crée des bas-reliefs pour le monument aux morts de l'Invalidenpark de Berlin, le Diomède de Pallas Athéné (1853) à Berlin et les statues monumentales des quatre Évangélistes pour la nouvelle chapelle du château de Neustrelitz. Il est aussi l'auteur de nombre de statues allégoriques (comme celles de l'université de Königsberg), celles de la chaire de l'église Saint-Luc de Berlin, ainsi que la statue de Galilée à l'université de Pest et celle, colossale, de Frédéric-Guillaume IV devant la Königtor (tour Royale) de Königsberg.
Albert Wolff réalise aussi la statue équestre du roi Ernest-Auguste, en 1861 à Hanovre, et les figures du socle de la statue équestre de Frédéric-Guillaume III qui est restée visible au Lustgarten de Berlin, jusqu'en 1944.
Parmi d'autres pièces maîtresses du sculpteur, on peut distinguer les groupes du combattant au lion de l'Altes Museum de Berlin, la statue de Frédéric-François Ier de Mecklembourg-Schwerin à Ludwiglust, les bas-reliefs de bronze du socle de la colonne de la Victoire représentant le cortège des troupes victorieuses en 1871, ou bien un Bacchus à la panthère en marbre que l'on peut admirer à l'Alte Nationalgalerie de Berlin. Le catalogue de cette dernière mentionne treize œuvres de Wolff en 2006.
En 1886, Wolff devient professeur à l'académie des arts de Berlin et enseigne à de nombreux futurs sculpteurs de renom, comme Ludwig Cauer. Wilhelm Wandschneider était son élève le plus proche avec qui il avait des rapports paternels.
Son fils Martin Wolff deviendra aussi un sculpteur reconnu.

## Illustrations

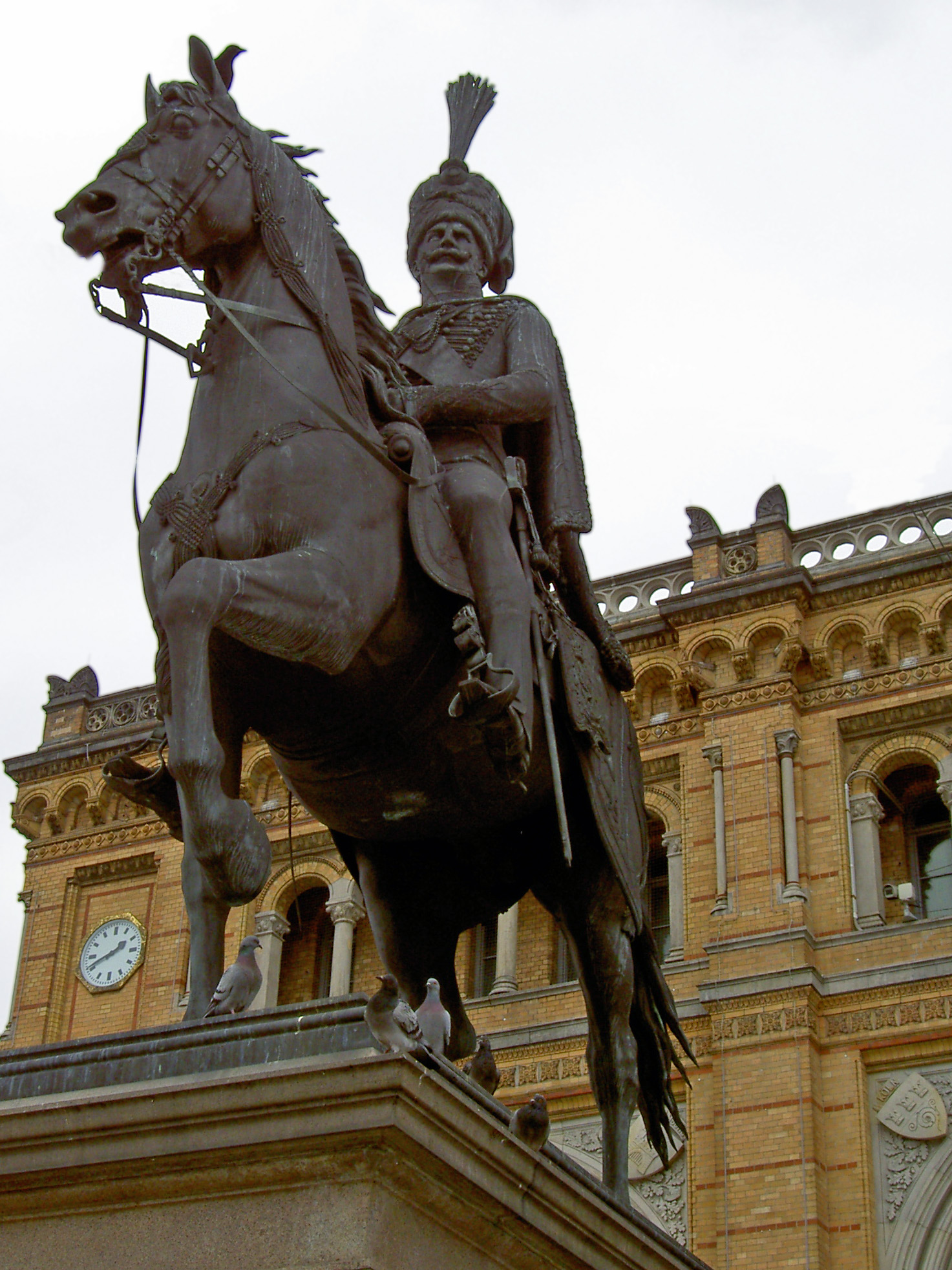
Statue équestre d'Ernest-Auguste de Hanovre
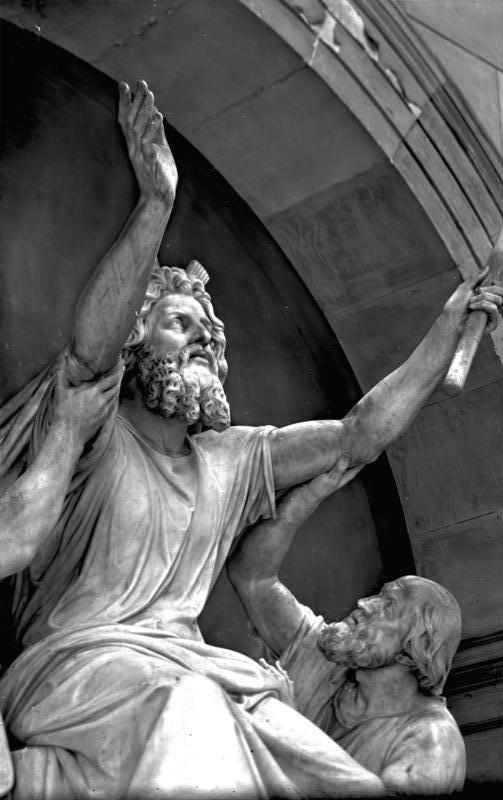
Moïse défendu par Aaron (statue conçue par Rauch et réalisée par Wolff), Friedenskirche de Potsdam
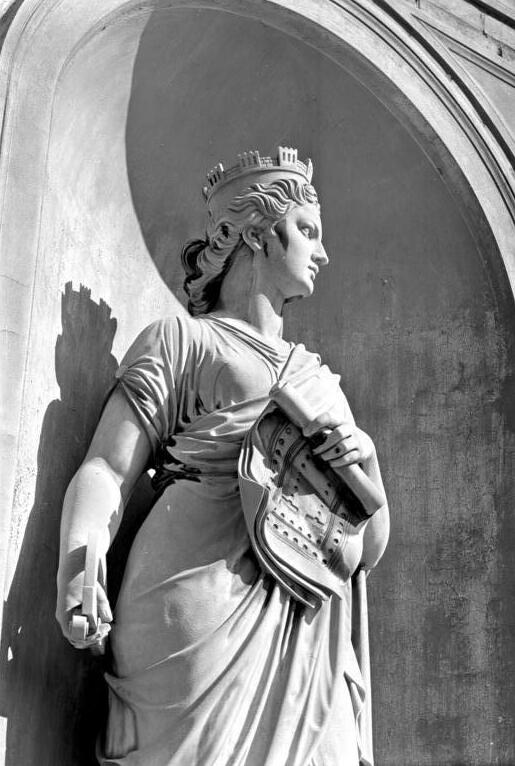
Allégorie de l'architecture, orangerie de Sans-Souci
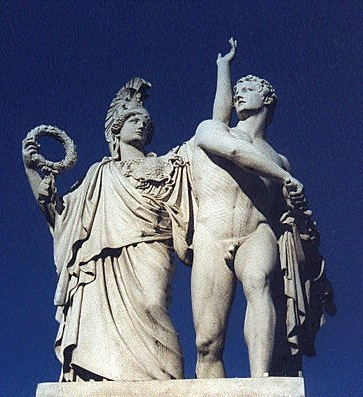
Pallas Athéné et Diomède
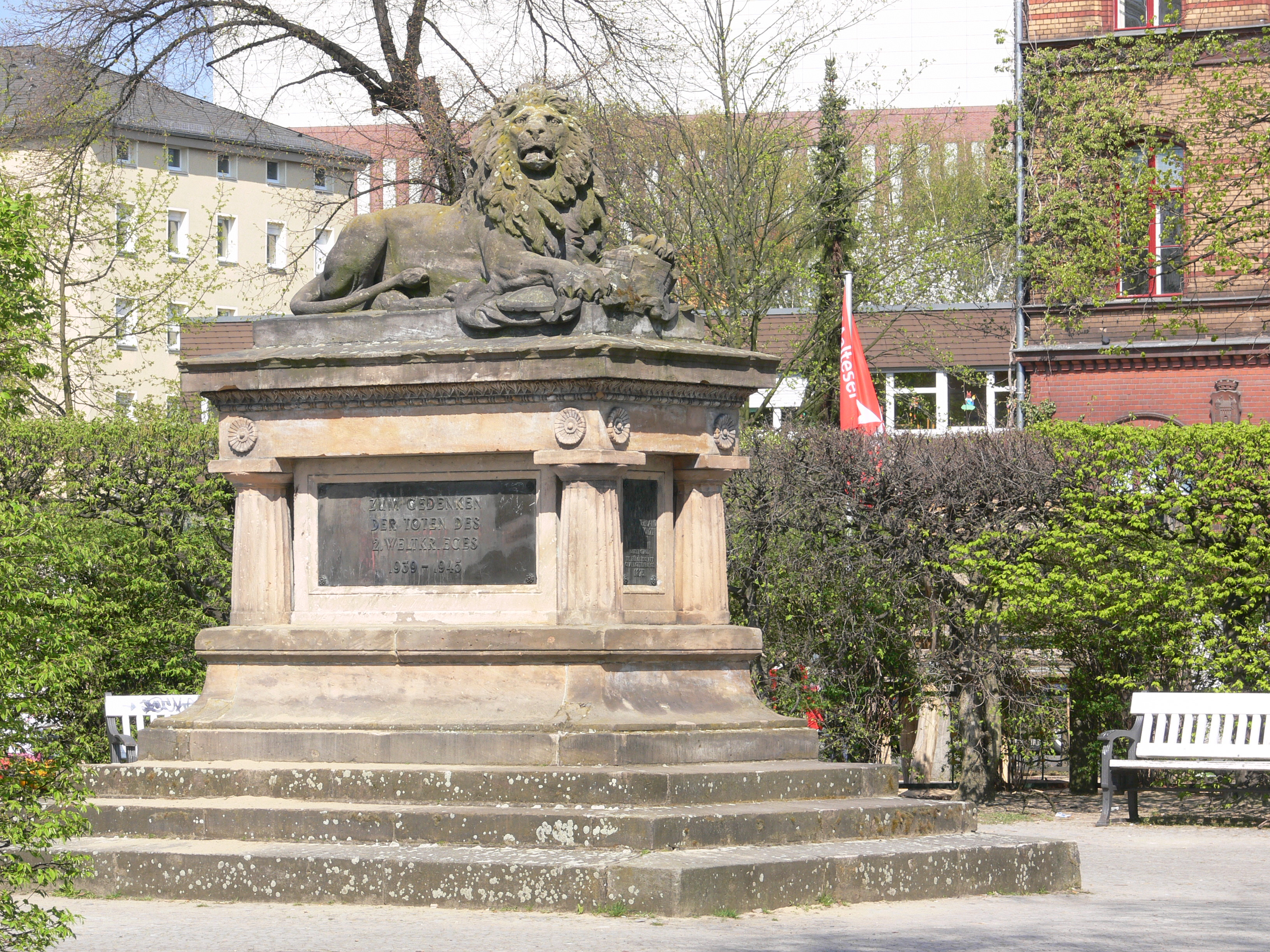
Le monument de Lietzow à Charlottenbourg
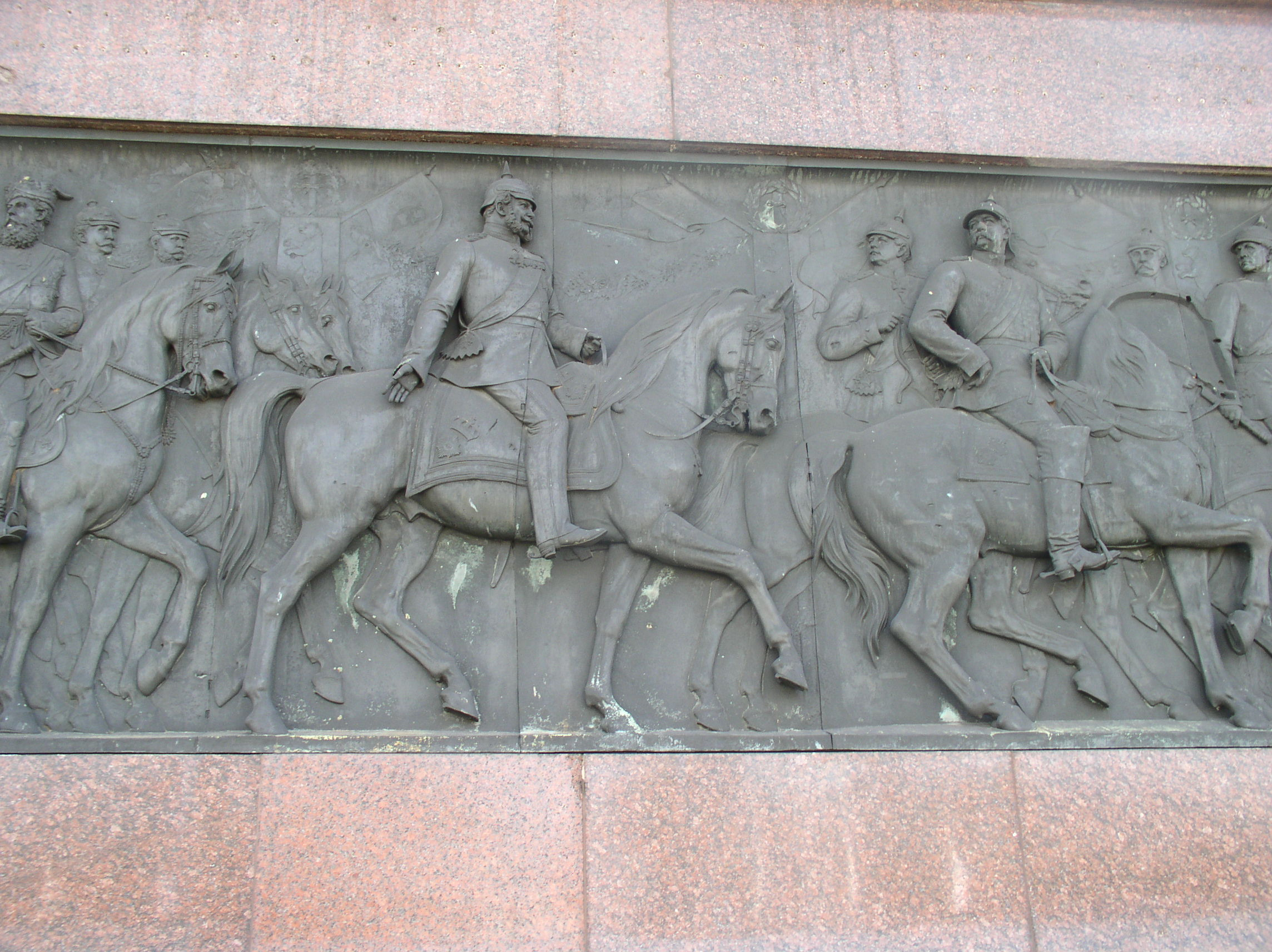
Bas-relief de la colonne de la Victoire de Berlin
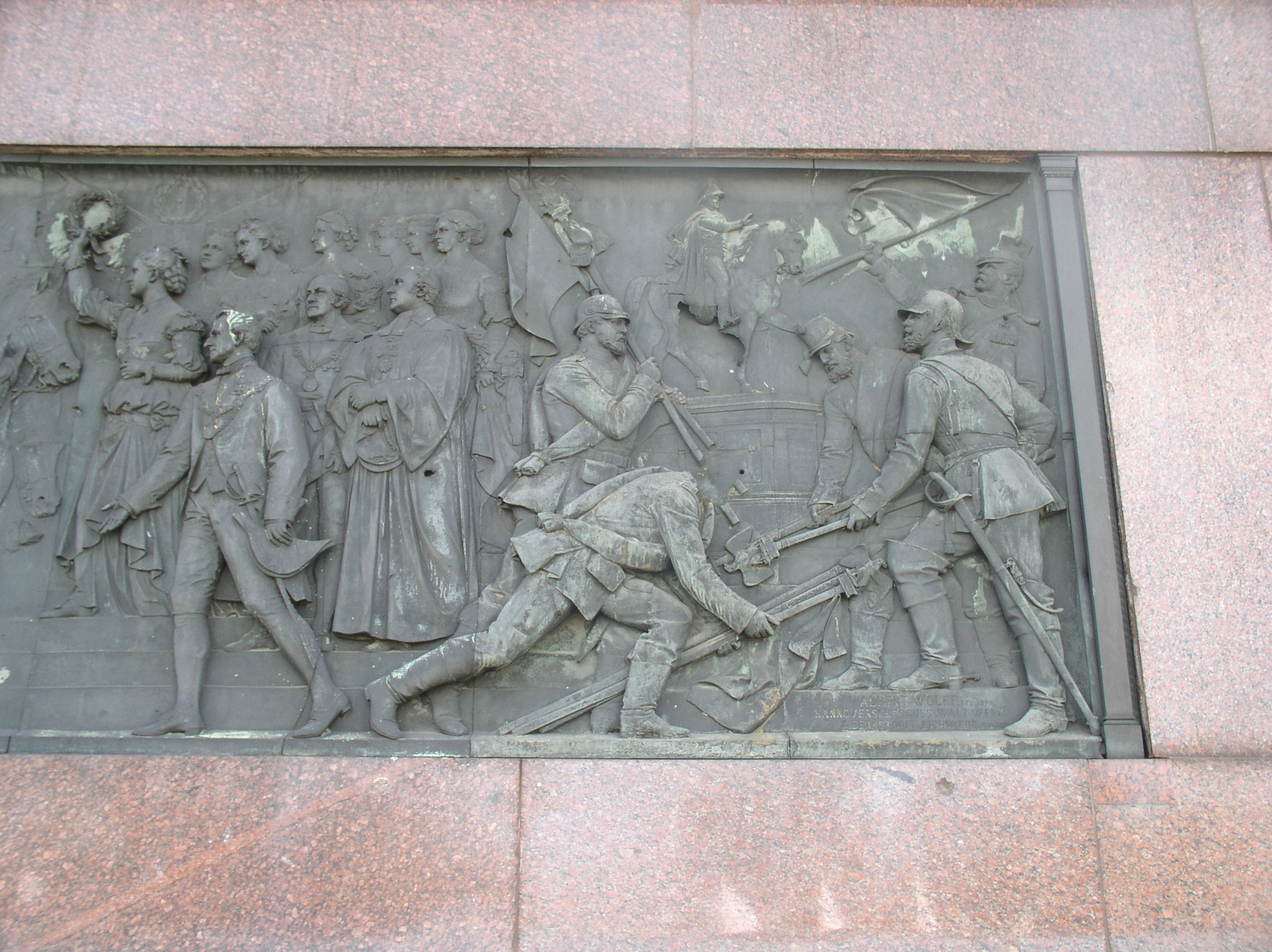
Bas-relief de la colonne de la Victoire de Berlin